# Amacuautitlán
Amacuautitlán är en ort i Mexiko.   Den ligger i kommunen Tonaya och delstaten Jalisco, i den södra delen av landet, 500 km väster om huvudstaden Mexico City. Amacuautitlán ligger 967 meter över havet och antalet invånare är 143.
Terrängen runt Amacuautitlán är kuperad. Runt Amacuautitlán är det glesbefolkat, med 18 invånare per kvadratkilometer. Närmaste större samhälle är San Gabriel, 5,9 km söder om Amacuautitlán. I omgivningarna runt Amacuautitlán växer huvudsakligen savannskog.